# Мелвилл (озеро)
Ме́лвилл (англ. Melville Lake) — озеро, расположенное в восточной части полуострова Лабрадор, в провинции Ньюфаундленд и Лабрадор, Канада. Одно из больших озёр Канады — площадь водной поверхности 3005 км², общая площадь — 3069 км², первый по величине естественный водоём в провинции Ньюфаундленд и Лабрадор. Расположено на высоте 1 метра ниже уровня моря. Объём воды — 313 км³.
В западной части озеро имеет два рукава — Гранд-Лейк и Гус-Бей. Связано протокой с заливом Гамильтон на восточном берегу Лабрадора. На берегах озера расположены населённые пункты Гус-Бей (Happy Valley-Goose Bay) и Норт-Уэст-Ривер (бывшая торговая фактория). В годы Второй мировой войны в Гус-Бей была построена крупная военно-воздушная база. Гус-Бей связан паромной переправой с Риголет и с населёнными пунктами на Атлантическом побережье. Озеро названо в честь известного английского политика виконта Мелвилла (1742—1811).
В 2001 году началось исследование возможностей создания национального парка Мили-Маунтинс, включающего в себя озеро.